# Sint-Casimirkerk (Warschau)
De Sint-Casimirkerk of Kerk van het Heilig Sacrament (Pools: Kościół św. Kazimierza of Kościół Sakramentek) is een barok kerkgebouw in de Poolse stad Warschau.

## Geschiedenis
De kerk ontstond door de stichting van koningin Maria Casimira de la Grange d'Arquien als dank voor de overwinning van haar gemaal koning Jan III Sobieski op de Turken tijdens de slag om Wenen. De kerk zou de kloosterkerk worden van de door de koningin uitgenodigde Benedictinessen van het Heilige Sacrament. Voor de bouw van het klooster kocht de koningin een in 1683-1684 gebouwd landhuis aan van Adam Kotowski. In 1740 werd een nieuw klooster gebouwd naar ontwerp van de Italiaanse architect Antonio Solari.
De kerk is naast de Antoniuskerk in het stadsdeel Czerniaków de enige barokkerk van Warschau met de plattegrond van een grieks kruis en werd naar ontwerp van de Nederlandse architect Tielman van Gameren (1632-1706) onder toezicht van de hofarchitect Augustyn Locci gebouwd. De bouw begon in 1688 en duurde tot 1692. Het inrichten van de kerk zou bijna een eeuw lang in beslag nemen.      
Vanaf het einde van de 18e eeuw raakte de kerk geleidelijk aan in verval. Dit was vooral een gevolg van de onderdrukking van het tsaristische Rusland. Tijdens de Kościuszko-opstand, de Russisch-Poolse oorlog in 1794, werden veel eigendommen van het klooster in beslag genomen (waaronder zelfs de koperen bekleding van de koepel). In de jaren 1860 bereikte de repressie na de januariopstand het klooster opnieuw en werden stukken grond afgenomen. In de jaren 1870-1880 vonden er renovaties plaats, maar het verval bleek niet te stoppen. Ondanks de financiële problemen speelden de nonnen een belangrijke rol bij de anti-russificatie. Tijdens de Eerste Wereldoorlog werd de financiële situatie zo penibel, dat men zich genoodzaakt zag kerkmeubilair te verkopen. 
Dankzij een renovatie in de jaren 1925-1936 keerde de kerk terug naar de oude glorie.

## Verwoesting en wederopbouw
Het kerkgebouw overleefde de belegering van Warschau in 1939 onbeschadigd. Tijdens de opstand van Warschau in 1944 had zich een menigte in de inmiddels uitgebrande maar nog niet ingestorte kerk verzameld, in de hoop dat de kerk tijdens de luchtaanvallen gespaard zou worden. Ook werd de kerk als veldhospitaal gebruikt. Maar op 31 augustus om 15:00 uur werd de koepel van het gebouw bij een luchtaanval van de Luftwaffe geraakt door vliegerbommen. Onder het puin lieten circa 1.000 burgers, waaronder vele gewonden en 30 nonnen, het leven.
De schade aan het gebouw betrof 80% van het bouwwerk. Op initiatief van de nonnen werd na de oorlog begonnen met de herbouw, die dankzij het bewaard gebleven ontwerp van Van Gameren en opmetingstekeningen van architectuurstudenten uit 1925-1933 mogelijk was. De realisatie van de wederopbouw vond in de jaren 1948-1952 plaats.   
Met de vernietiging van de kerk ging ook het hele kerkmeubilair verloren. Het enige historische element in de kerk is een gereconstrueerd grafmonument van Maria Karolina de Boullion van Lorenzo Mattielli uit 1745. In de kerk werd tijdens de reconstructie een monument ter herinnering aan de slachtoffers in 1944 geplaatst.

## Afbeeldingen

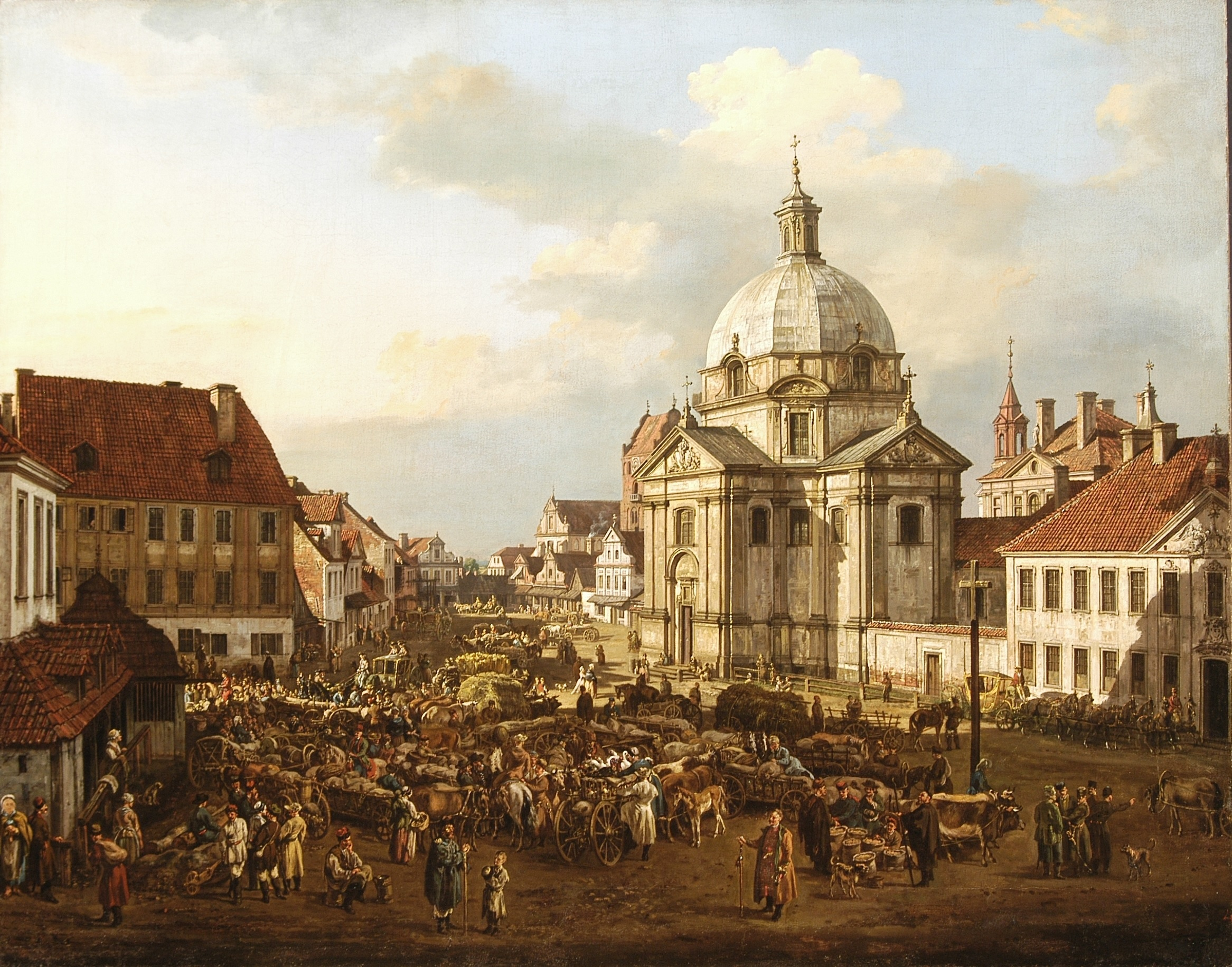
De Casimirkerk op een schilderij van Bernardo Bellotto (1778)
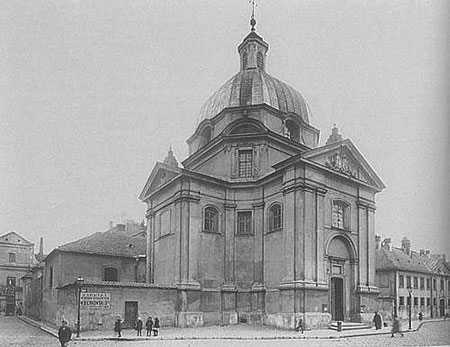
De kerk in 1939
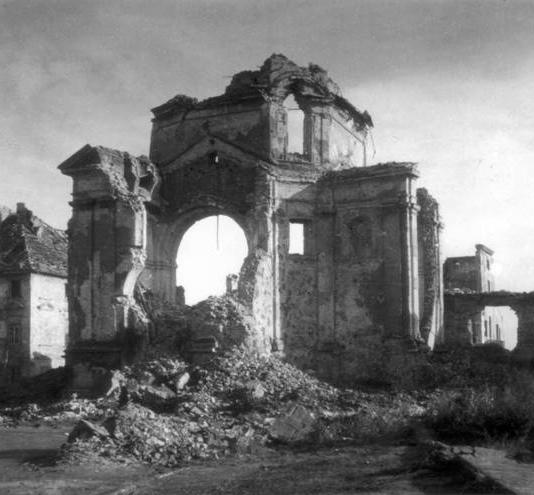
De verwoeste kerk in 1945